# Чеканы (сектор Кишинёва)

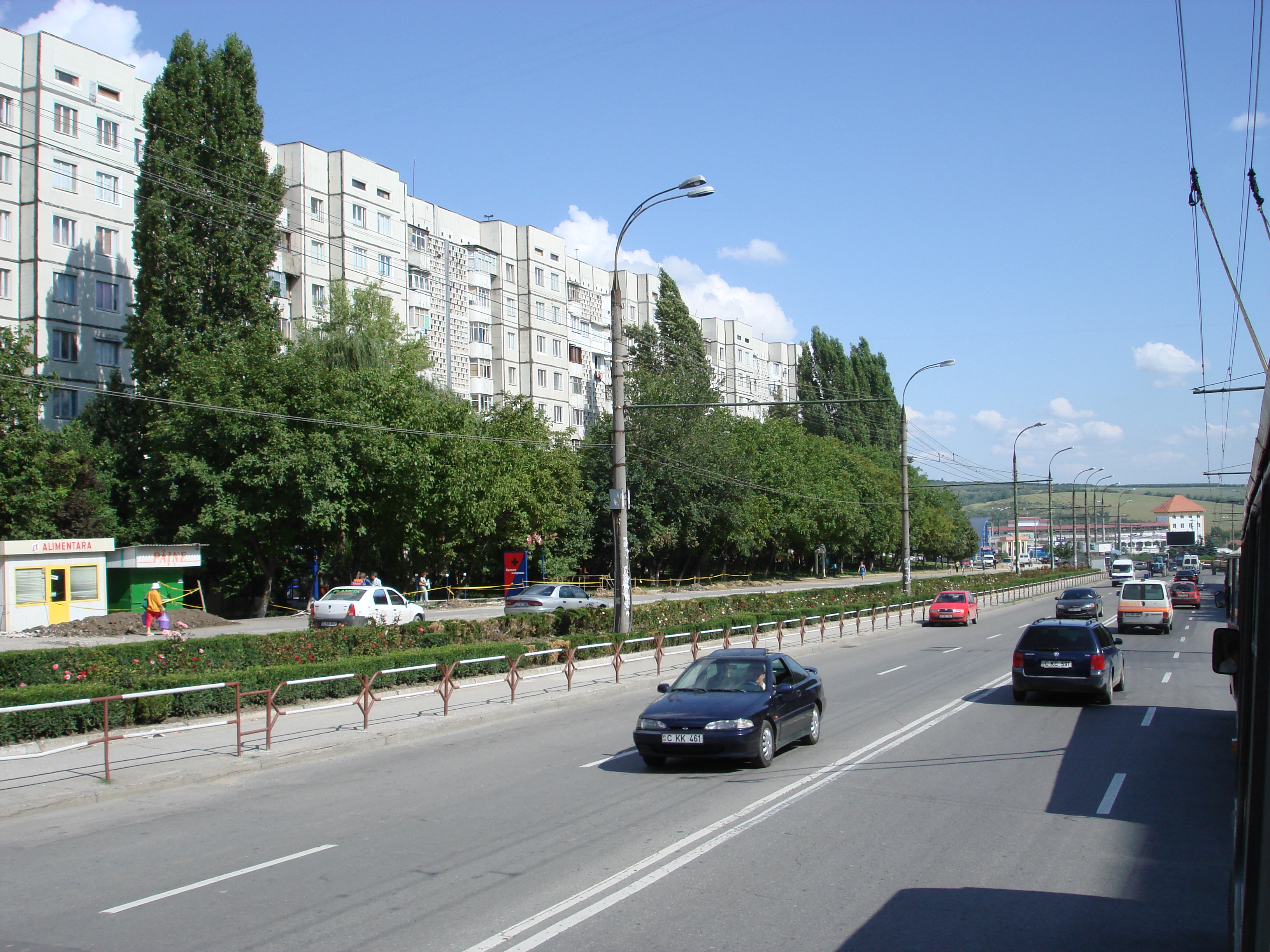

Чека́ны (рум. Sectorul Ciocana) — сектор в восточной части Кишинёва на левом берегу реки Бык. Граничит с Центром, Рышкановкой и Ботаникой. Чеканы — один из самых крупных по численности жителей районов Кишинёва.

## Этимология

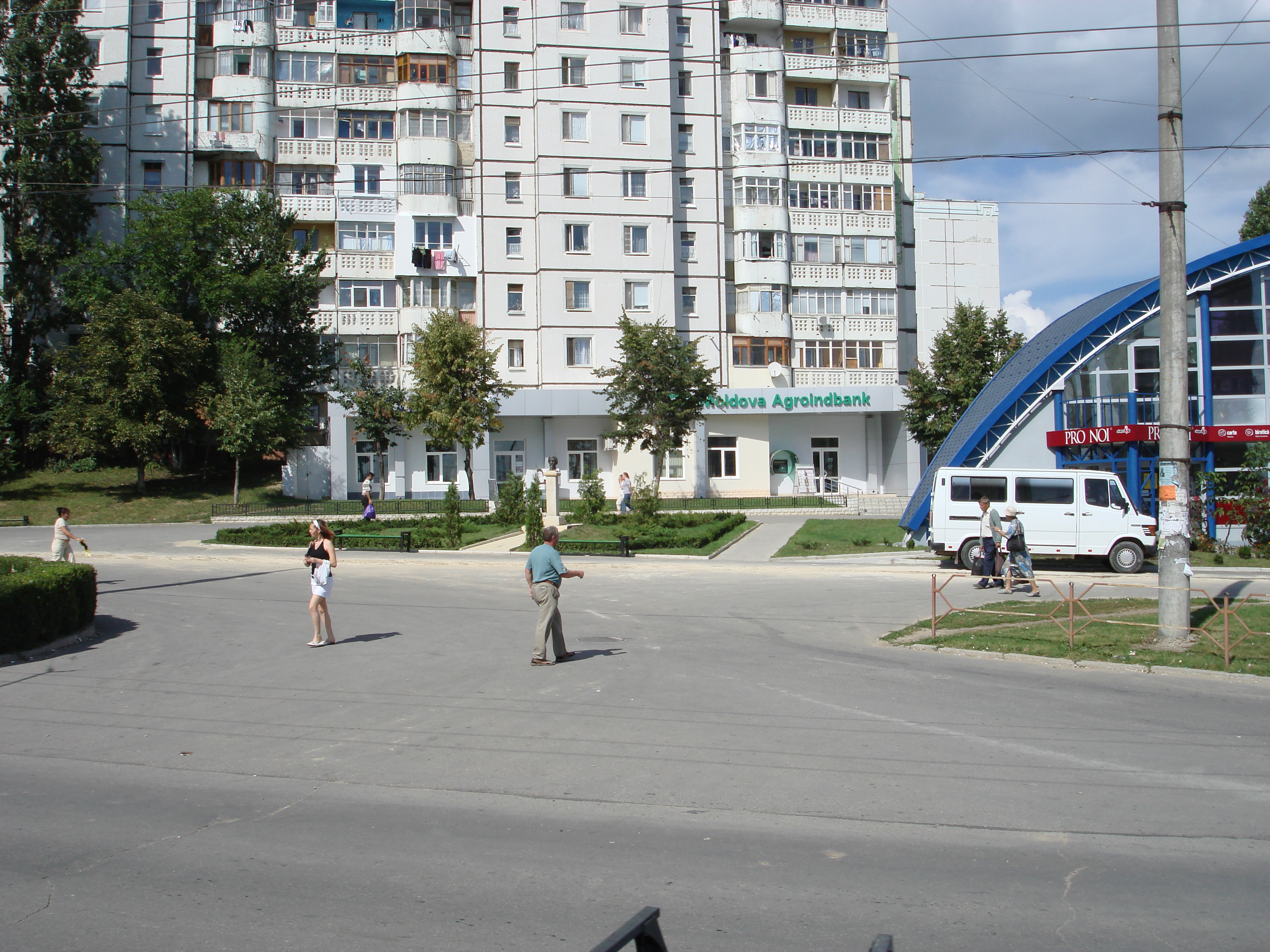

Этимология молдавского названия Чокана противоречива. Существует версия, что оно произошло от антропонима Ciocanu (Чокану) путём добавления форманты -a. В Молдавии существуют и другие примеры подобного образования топонимов: Căprian — Căpriana, Bălceanu — Bălceana и др. По другой версии название произошло от топонима Valea Ciocana или Valea Ciocanelor (склон, долина, засаженная кукурузой). Ciocan по-молдавски означает «кочан», «кукурузный стебель», «молоток».

## История

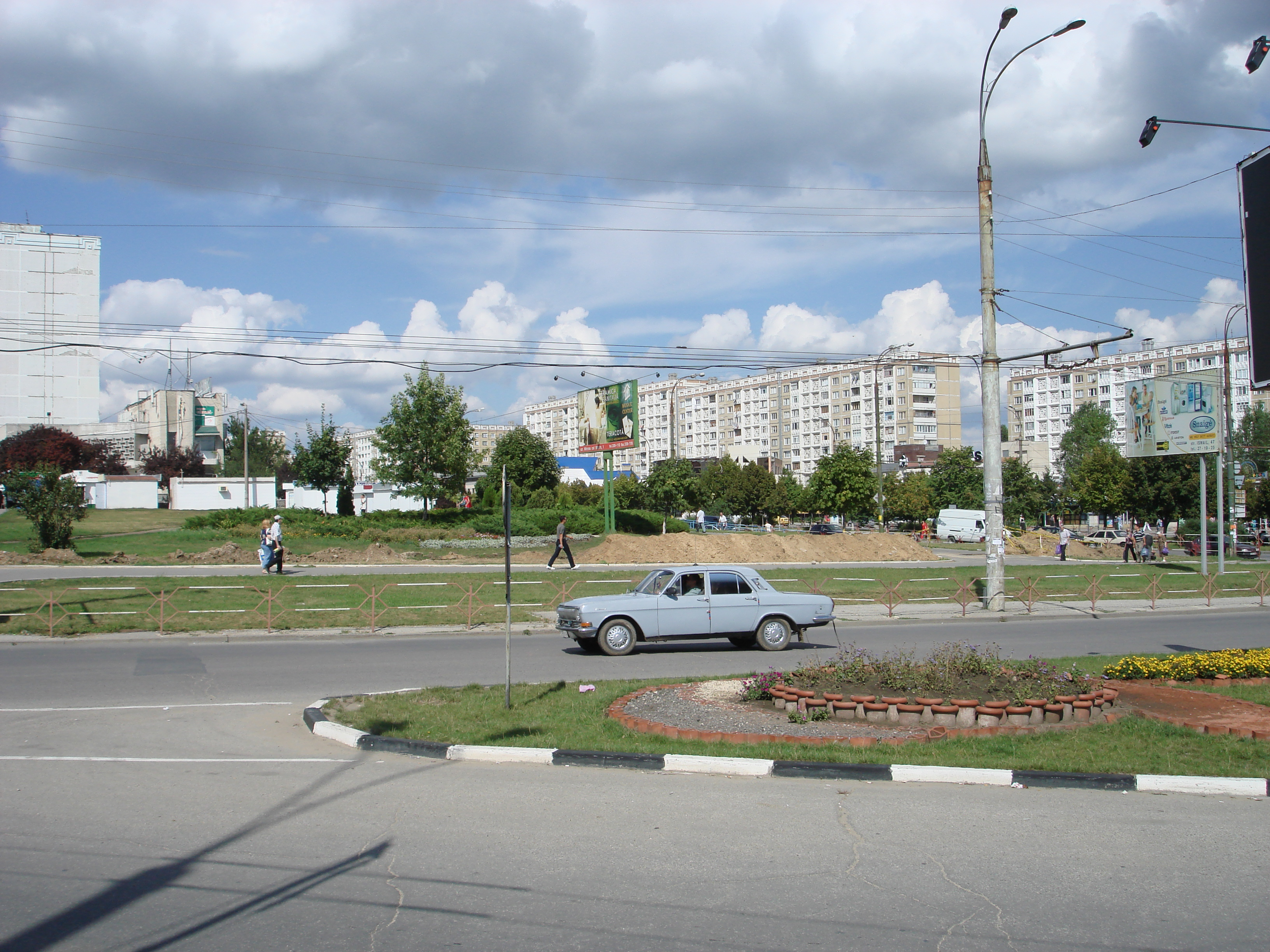

Чеканы возникли на месте бывшего поселения Чокана Ноуэ (Новая Чокана), которое вместе с Чокана Веке (Старая Чокана) находилось на территории имения Чокана, первое упоминание которого датировано 23 ноября 1757 года. Сектор был включён в городскую черту только в 1959 году, а до этого подчинялся администрации села Вистерничены.
Чеканы значительно перестраиваются в 1960-70-е гг., когда граница Кишинёва продвигается на восток и отстраиваются новые микрорайоны (Отоваска и др.). Строятся 9- и 16-этажные дома, здания культурного, общественного и торгового назначений, создаётся ряд важных промышленных предприятий. Закладываются основные улицы: Джинта Латинэ (быв. Энергетиков), Каля Басарабией (быв. Объездная), Вадул-луй-Водская, Алеку Руссо (быв. Федько), Милеску-Спэтару, Мирча чел Бэтрын (быв. Кутузовский проспект) и другие.
Чеканы — также важный промышленный район города. Здесь находятся комбинат по производству стройматериалов, картонная фабрика, фабрика по производству зеркал, завод бытовой химии, ТЭЦ-2 и многие другие предприятия.

## Новостройки

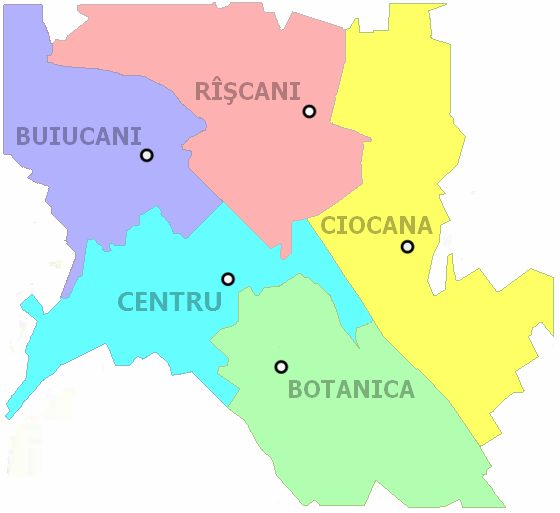
Чеканы на карте Кишинёва

Чеканы — относительно чистый и удобный для проживания сектор Кишинёва, поэтому в данном секторе идёт строительство большого числа новых жилых домов. Благодаря этим новостройкам облагораживается и инфраструктура сектора. На 2019г Чеканы становятся самым быстрым и динамично развивающимся районом города. По темпу строительства жилья он занимает 37% от сданных в эксплуатацию домов Муниципия. В 2020г муниципальным советом города было принято решение о продлении проспекта Мирча Чел Бэтрын до Улицы Буковиней. На чеканах в 2017-2020г был построен самый большей спортивный комплекс страны - Chisinau Arena.

## Интересные факты
- Молдавская рок-группа «Гындул мыцей» выпустила в 2004 году песню и одноимённый альбом «La Ciocana» («Ла Чокана» — «На Чеканах»).

## Администрация
Претура Чекан находится по адресу ул. Мирча чел Бэтрын, 4/3. Претор — Синилга Школьник.

## Административное деление
В состав сектора Чеканы входит также город Вадул-луй-Водэ и сёла Бубуечь, Будешты, Колоница, Крузешты, Тогатин.